# Dato
Dato (em malaio: dato ou datok; lit. "avô, ancião, chefe ou pessoa principal") é um título de nobreza não hereditário da Malásia, registrado desde ao menos o século XVI. Foi utilizado pelo explorador português Fernão Mendes Pinto (1510/14–1583).